# Тривожний світанок
«Тривожний світанок» (інша назва: «Заграва над Дністром») — радянський художній фільм 1984 року, знятий режисером Валеріу Гажіу на кіностудії «Молдова-фільм».

## Сюжет
Соціальна драма за мотивами роману К. Поповича «Заграва над Дністром». До вільного життя можна прийти лише у непримиренній боротьбі з класовим ворогом. Із цим гаслом після поранення повертається з громадянської війни в одне з молдавських сіл Михайло, створює Раду бідноти та приймає перше рішення — зорати поміщицькі землі… Дія фільму відбувається навесні 1917 року.

## У ролях
- Валентин Куку-Бужор — головна роль
- Анна Ісайкіна — головна роль
- Віктор Чутак — Антон
- Валеріу Каланча — Шарфинський
- Світлана Тулгара — роль другого плану
- Павло Бєлозьоров — Семен
- Юхим Лазарев — Гриу
- Євген Уреке — роль другого плану
- Костянтин Константинов — роль другого плану
- Геннадій Чулков — роль другого плану
- Серджіу Фініті — роль другого плану
- Жан Кукурузак — селянин-більшовик
- Валеріу Казаку — роль другого плану
- Іон Аракелу — роль другого плану
- Міхай Курагеу — роль другого плану
- Євгенія Тудорашку — роль другого плану
- Васіле Тебирце — роль другого плану
- Вероніка Григораш — дівчина
- Ніна Доні — мама
- Карп Якішин — роль другого плану
- Маріка Белан — роль другого плану
- Валентина Гіцак — роль другого плану
- Ніколає Даріє — роль другого плану
- Адела Калістру — циганка

## Знімальна група
- Режисер — Валеріу Гажіу
- Сценаристи — Валеріу Гажіу, Юлій Георгічук
- Оператор — Валентин Бєлоногов
- Композитори — Васіліу Гоя, Валерій Логінов
- Художники — Микола Апостоліді, Ігор Григоращенко